# Як-30 (1948)
Як-30 — первый реактивный истребитель ОКБ Яковлева со стреловидным крылом. Был изготовлен в двух экземплярах и испытан в конце сороковых годов. Серийно не производился.

## История создания
Истребитель Як-30 был создан на основе Як-25, главным отличием нового самолёта от предшественника было использование крыла новой конструкции. Однолонжеронное крыло имело стреловидность в 35° и аэродинамические гребни. Кабина, катапультируемое сиденье, вооружение и оборудование были идентичны таковым у Як-25.
Первый полёт на Як-30 совершил Сергей Анохин, 4 сентября 1948 года, после чего начались заводские испытания, продлившиеся до 16 декабря. Самолёт оказался простым в пилотировании и доступным пилотам средней квалификации. Лётные данные по сравнению с Як-25, имевшим прямое крыло, заметно возросли.
К концу 1948 года изготовили вторую машину, получившую обозначение Як-30Д (дублёр). Второй самолёт имел усовершенствованное двухлонжеронное крыло, а также увеличенный запас топлива и боеприпасов. Кроме этого заменили закрылки на выдвижные и установили в хвостовой части фюзеляжа тормозные щитки. Госиспытания Як-30Д, начавшиеся в январе 1949 года, прошли на аэродроме города Саки в Крыму, а завершились в мае 1949 года. Максимальное число М, достигнутое в ходе испытаний обеих машин, равнялось 0,935.
Як-30 остался опытной машиной, ввиду того что уже серийно строились истребители Ла-15 и МиГ-15 и принятие на вооружение ещё одного аналогичного самолёта было сочтено нецелесообразным.

## Тактико-технические характеристики
Приведены данные протипа Як-30.
Источник данных: Gordon, 2005, p. 180; Шавров, 1988.

Технические характеристики
- Экипаж: 1 пилот
- Длина: 8,58 м
- Размах крыла: 8,65 м
- Высота:
- Площадь крыла: 15,1 м²
- Угол стреловидности по передней кромке: 35°
- Коэффициент удлинения крыла: 5,0
- Коэффициент сужения крыла: 1,5
- Масса пустого: 2415 кг
- Нормальная взлётная масса: 3305 кг
- Максимальная взлётная масса: 3630 кг (с ПТБ)
- Масса топлива во внутренних баках: 700 кг
- Силовая установка: 1 × ТРД РД-500
- Тяга: 1 × 15,6 кН (1590 кгс)

Лётные характеристики
- Максимальная скорость:  
  - у земли: 930 км/ч
  - на высоте: 1010 км/ч на 5500 м
- Посадочная скорость: 166 км/ч
- Практическая дальность: 1000 км
  - с ПТБ: 1500 км
- Практический потолок: 15 000 м
- Скороподъёмность: 41,0 м/с (у земли)
- Время набора высоты:
  - 5000 м за 2,6 мин
  - 10000 м за 6,6 мин
- Нагрузка на крыло: 220 кг/м²
- Тяговооружённость: 0,48
- Длина разбега: 510 м
- Длина пробега: 610 м

Вооружение
- Стрелково-пушечное: 3 × 23 мм пушки НР-23 с 75 патр. на ствол